# 費京巴赫河
48°54′16″N 11°56′59″E / 48.90438°N 11.94959°E
費京巴赫河是德國的河流，位於該國東南部，由巴伐利亞負責管轄，屬於多瑙河的支流，河道全長15.6公里，流域面積65.1平方公里，發源自朗奎德，河口處在多瑙河畔薩爾。